# Крістіан Бентеке
Крістіа́н Бенте́ке Ліо́ло (фр. Christian Benteke Liolo; нар. 3 грудня 1990 року, Кіншаса, ДР Конго) — бельгійський футболіст конголезького походження, нападник збірної Бельгії та американського клубу «Ді Сі Юнайтед».

## Клубна кар'єра
Народився 3 грудня 1990 року в місті Кіншаса. Вихованець юнацьких команд футбольних клубів «Стандард» (Льєж) та «Генк».
У дорослому футболі дебютував 2007 року виступами за головну команду «Генка», в якій провів два сезони, взявши участь у 10 матчах чемпіонату.
За два роки перейшов до «Стандарда» (Льєж), де також не пробився до основного складу, натомість граючи на умовах оренди за «Кортрейк» та «Мехелен».
У серпні 2011 року повернувся до «Генка», де вже був стабільним гравцем основного складу, а влітку 2012 року перебрався до Англії. уклавши контракт з «Астон Віллою». Відіграв за команду з Бірмінгема наступні три сезони своєї ігрової кар'єри. Більшість часу, проведеного у складі «Астон Вілли», був основним гравцем атакувальної ланки команди і одним із її головних бомбардирів, маючи середню результативність на рівні 0,47 гола за гру першості.
Сезон 2015/16 відіграв за «Ліверпуль», після чого став гравцем «Крістал Пелеса».

## Виступи за збірні
2007 року дебютував у складі юнацької збірної Бельгії (U-17), загалом на юнацькому рівні взяв участь у 35 іграх, відзначившись 19 забитими голами.
Протягом 2009—2012 років залучався до складу молодіжної збірної Бельгії. На молодіжному рівні зіграв у 9 офіційних матчах, забив 4 голи.
2010 року дебютував в офіційних матчах у складі національної збірної Бельгії. У її складі був учасником Євро-2016, де виходив на заміну у двох іграх. Згодом був включений до її заявки на наступну континентальну першість.

## Статистика виступів

### Статистика клубних виступів
Станом на 30 березня 2021
| Сезон                       | Команда                     | Чемпіонат                   | Чемпіонат | Чемпіонат | Національний кубок | Національний кубок | Національний кубок | Континентальні кубки | Континентальні кубки | Континентальні кубки | Інші змагання | Інші змагання | Інші змагання | Усього | Усього |
| Сезон                       | Команда                     | Ліга                        | Ігор      | Голів     | Ліга               | Ігор               | Голів              | Ліга                 | Ігор                 | Голів                | Ліга          | Ігор          | Голів         | Ігор   | Голів  |
| --------------------------- | --------------------------- | --------------------------- | --------- | --------- | ------------------ | ------------------ | ------------------ | -------------------- | -------------------- | -------------------- | ------------- | ------------- | ------------- | ------ | ------ |
| 2007–08                     | «Генк»                      | Л1                          | 7         | 1         | КБ                 | 0                  | 0                  | -                    | -                    | -                    | -             | -             | -             | 7      | 1      |
| 2008-січ. 2009              | «Генк»                      | Л1                          | 3         | 0         | КБ                 | 0                  | 0                  | -                    | -                    | -                    | -             | -             | -             | 3      | 0      |
| січ.-черв. 2009             | «Стандард» (Льєж)           | Л1                          | 9         | 3         | КБ                 | 0                  | 0                  | ЛЧ+КУЄФА             | 0+2                  | 0                    | СКБ           | -             | -             | 11     | 3      |
| 2009–10                     | «Кортрейк»                  | Л1                          | 24+10     | 9+5       | КБ                 | 4                  | 2                  | -                    | -                    | -                    | -             | -             | -             | 38     | 16     |
| лип.-серп. 2010             | «Стандард» (Льєж)           | Л1                          | 5         | 0         | КБ                 | 0                  | 0                  | -                    | -                    | -                    | -             | -             | -             | 5      | 0      |
| 2010–11                     | «Мехелен»                   | Л1                          | 14+4      | 4+2       | КБ                 | 2                  | 1                  | -                    | -                    | -                    | -             | -             | -             | 20     | 7      |
| лип.-серп. 2011             | «Стандард» (Льєж)           | Л1                          | 4         | 0         | КБ                 | -                  | -                  | ЛЧ+ЛЄ                | 2+2                  | 0                    | СКБ           | 1             | 0             | 9      | 0      |
| Усього за «Стандард» (Льєж) | Усього за «Стандард» (Льєж) | Усього за «Стандард» (Льєж) | 18        | 3         |                    | 0                  | 0                  |                      | 6                    | 0                    |               | 1             | 0             | 25     | 3      |
| 2011–12                     | «Генк»                      | Л1                          | 22+10     | 10+6      | КБ                 | 1                  | 0                  | -                    | -                    | -                    | -             | -             | -             | 33     | 16     |
| лип.-серп. 2012             | «Генк»                      | Л1                          | 5         | 3         | КБ                 | 0                  | 0                  | ЛЄ                   | 3                    | 1                    | -             | -             | -             | 8      | 4      |
| Усього за «Генк»            | Усього за «Генк»            | Усього за «Генк»            | 47        | 19        |                    | 1                  | 0                  |                      | 3                    | 1                    |               | -             | -             | 51     | 20     |
| 2012–13                     | «Астон Вілла»               | ПЛ                          | 34        | 19        | КА+КЛ              | 0+5                | 4                  | -                    | -                    | -                    | -             | -             | -             | 39     | 23     |
| 2013–14                     | «Астон Вілла»               | ПЛ                          | 26        | 10        | КА+КЛ              | 1+1                | 0+1                | -                    | -                    | -                    | -             | -             | -             | 28     | 11     |
| 2014–15                     | «Астон Вілла»               | ПЛ                          | 29        | 13        | КА+КЛ              | 5+0                | 2                  | -                    | -                    | -                    | -             | -             | -             | 34     | 15     |
| Усього за «Астон Віллу»     | Усього за «Астон Віллу»     | Усього за «Астон Віллу»     | 89        | 42        |                    | 12                 | 7                  |                      | -                    | -                    |               | -             | -             | 101    | 49     |
| 2015–16                     | «Ліверпуль»                 | ПЛ                          | 29        | 9         | КА+КЛ              | 4+2                | 0                  | ЛЄ                   | 7                    | 1                    | -             | -             | -             | 42     | 10     |
| 2016–17                     | «Крістал Пелес»             | ПЛ                          | 36        | 15        | КА+КЛ              | 2+2                | 2+0                | -                    | -                    | -                    | -             | -             | -             | 40     | 17     |
| 2017–18                     | «Крістал Пелес»             | ПЛ                          | 31        | 3         | КА+КЛ              | 0+0                | 0                  | -                    | -                    | -                    | -             | -             | -             | 31     | 3      |
| 2018–19                     | «Крістал Пелес»             | ПЛ                          | 16        | 1         | КА+КЛ              | 3+0                | 0                  | -                    | -                    | -                    | -             | -             | -             | 19     | 1      |
| 2019–20                     | «Крістал Пелес»             | ПЛ                          | 24        | 2         | КА+КЛ              | 0+1                | 0                  | -                    | -                    | -                    | -             | -             | -             | 25     | 2      |
| 2020–21                     | «Крістал Пелес»             | ПЛ                          | 26        | 6         | КА+КЛ              | 1+0                | 0                  | -                    | -                    | -                    | -             | -             | -             | 27     | 6      |
| Усього за «Крістал Пелес»   | Усього за «Крістал Пелес»   | Усього за «Крістал Пелес»   | 133       | 27        |                    | 9                  | 2                  |                      | -                    | -                    |               | -             | -             | 142    | 29     |
| Усього за кар'єру           | Усього за кар'єру           | Усього за кар'єру           | 368       | 122       |                    | 34                 | 12                 |                      | 16                   | 2                    |               | 1             | 0             | 419    | 136    |

### Статистика виступів за збірну
Станом на 30 березня 2021
| Дата       | Місто      | Господарі          | Результат | Гості                | Турнір             | Голи | Примітки |
| ---------- | ---------- | ------------------ | --------- | -------------------- | ------------------ | ---- | -------- |
| 19-5-2010  | Брюссель   | Бельгія            | 2 – 1     | Болгарія             | товариський матч   | -    | 65'      |
| 11-8-2010  | Турку      | Фінляндія          | 1 – 0     | Бельгія              | товариський матч   | -    | 66'      |
| 3-9-2010   | Брюссель   | Бельгія            | 0 – 1     | Німеччина            | Відбір до ЧЄ 2012  | -    | 73'      |
| 25-5-2012  | Брюссель   | Бельгія            | 2 – 2     | Чорногорія           | товариський матч   | -    | 66'      |
| 15-8-2012  | Брюссель   | Бельгія            | 4 – 2     | Нідерланди           | товариський матч   | 1    | 63'      |
| 11-9-2012  | Брюссель   | Бельгія            | 1 – 1     | Хорватія             | Відбір до ЧС 2014  | -    |          |
| 12-10-2012 | Белград    | Сербія             | 0 – 3     | Бельгія              | Відбір до ЧС 2014  | 1    | 35'      |
| 16-10-2012 | Брюссель   | Бельгія            | 2 – 0     | Шотландія            | Відбір до ЧС 2014  | 1    | 87'      |
| 14-11-2012 | Бухарест   | Румунія            | 2 – 1     | Бельгія              | товариський матч   | 1    | 57'      |
| 6-2-2013   | Брюгге     | Бельгія            | 2 – 1     | Словаччина           | товариський матч   | -    | 46'      |
| 22-3-2013  | Скоп'є     | Північна Македонія | 0 – 2     | Бельгія              | Відбір до ЧС 2014  | -    | 85'      |
| 26-3-2013  | Брюссель   | Бельгія            | 1 – 0     | Північна Македонія   | Відбір до ЧС 2014  | -    |          |
| 29-5-2013  | Клівленд   | США                | 2 – 4     | Бельгія              | товариський матч   | 2    | 41'      |
| 7-6-2013   | Брюссель   | Бельгія            | 2 – 1     | Сербія               | Відбір до ЧС 2014  | -    |          |
| 14-8-2013  | Брюссель   | Бельгія            | 0 – 0     | Франція              | товариський матч   | -    | 60'      |
| 6-9-2013   | Глазго     | Шотландія          | 0 – 2     | Бельгія              | Відбір до ЧС 2014  | -    |          |
| 14-11-2013 | Брюссель   | Бельгія            | 0 – 2     | Колумбія             | товариський матч   | -    | 75'      |
| 5-3-2014   | Брюссель   | Бельгія            | 2 – 2     | Кот-д'Івуар          | товариський матч   | -    | 73'      |
| 12-11-2014 | Брюссель   | Бельгія            | 3 – 1     | Ісландія             | товариський матч   | -    | 76'      |
| 16-11-2014 | Брюссель   | Бельгія            | 0 – 0     | Уельс                | Відбір до ЧЄ 2016  | -    | 62'      |
| 28-3-2015  | Брюссель   | Бельгія            | 5 – 0     | Кіпр                 | Відбір до ЧЄ 2016  | 1    | 77'      |
| 31-3-2015  | Єрусалим   | Ізраїль            | 0 – 1     | Бельгія              | Відбір до ЧЄ 2016  | -    | 67'      |
| 7-6-2015   | Сен-Дені   | Франція            | 3 – 4     | Бельгія              | товариський матч   | -    | 59'      |
| 12-6-2015  | Кардіфф    | Уельс              | 1 – 0     | Бельгія              | Відбір до ЧЄ 2016  | -    |          |
| 6-9-2015   | Нікосія    | Кіпр               | 0 – 1     | Бельгія              | Відбір до ЧЄ 2016  | -    | 46'      |
| 28-5-2016  | Женева     | Швейцарія          | 1 – 2     | Бельгія              | товариський матч   | -    | 85'      |
| 1-6-2016   | Брюссель   | Бельгія            | 1 – 1     | Фінляндія            | товариський матч   | -    | 57'      |
| 18-6-2016  | Бордо      | Бельгія            | 3 – 0     | Ірландія             | ЧЄ 2016 - 1-й етап | -    | 83'      |
| 22-6-2016  | Ніцца      | Швеція             | 0 – 1     | Бельгія              | ЧЄ 2016 - 1-й етап | -    | 87'      |
| 7-10-2016  | Брюссель   | Бельгія            | 4 – 0     | Боснія і Герцеговина | Відбір до ЧС 2018  | -    | 82'      |
| 10-10-2016 | Фару       | Гібралтар          | 0 – 6     | Бельгія              | Відбір до ЧС 2018  | 3    | 80'      |
| 28-3-2017  | Сочі       | Росія              | 3 – 3     | Бельгія              | товариський матч   | 2    | 77'      |
| 5-6-2017   | Брюссель   | Бельгія            | 2 – 1     | Чехія                | товариський матч   | -    | 46'      |
| 2-6-2018   | Брюссель   | Бельгія            | 0 – 0     | Португалія           | товариський матч   | -    | 46'      |
| 10-10-2019 | Брюссель   | Бельгія            | 9 – 0     | Сан-Марино           | Відбір до ЧЄ 2020  | 1    | 76'      |
| 13-10-2019 | Нур-Султан | Казахстан          | 0 – 2     | Бельгія              | Відбір до ЧЄ 2020  | -    | 78'      |
| 19-11-2019 | Брюссель   | Бельгія            | 6 – 1     | Кіпр                 | Відбір до ЧЄ 2020  | 2    | 79'      |
| 8-10-2020  | Брюссель   | Бельгія            | 1 – 1     | Кот-д'Івуар          | товариський матч   | -    | 68'      |
| 30-3-2021  | Левен      | Бельгія            | 8 – 0     | Білорусь             | Відбір до ЧС 2022  | 1    | 64'      |
| Усього     |            | Матчів             | 39        |                      | Голів              | 16   |          |

## Досягнення
- Чемпіон Бельгії (1):

«Стандард»: 2008-09
- Найкращий бомбардир MLS : 2024 (23 голи)